# Казарновский, Лев Борисович
Лев Борисович Казарновский (нем. Lev Kazarnovskis; род. 22 января 1948, Рига) — латвийский и немецкий писатель-юморист, поэт и драматург. Автор юмористических рассказов, стихов, детских сказок и театральных пьес.

## Биография
Родился 22 января 1948 года в Риге. Окончил Санкт-Петербургский государственный университет телекоммуникаций им. проф. М. А. Бонч-Бруевича по специальности инженер радиосвязи. Работал в институте морской геологии, рабочим в геологической экспедиции, наладчиком телефонных станций, электромехаником по лифтам, монтировщиком декораций в театре и журналистом.
С 1979 года публиковал юмористические рассказы в рижской прессе. В 1991 году стал одним из основателей и директором рижского театра «Люди на чемоданах» при Латвийском детском фонде. С 1995 года журналист, автор и ведущий юмористических рубрик в рижских газетах, журналах, на радио и ТВ. С 2001 года живёт в Германии, много лет работал в Rheinisches Landestheater Neuss.

## Книги и публикации
- «Как стать обедом для крокодила» (сказки, Рига, 1997), ISBN 9984-572-24-2
- «Город Близнецов» (повесть, Рига, 1998), ISBN 9984-572-26-9
- «Записки городского сумасшедшего» (юмористические рассказы, Рига, 2000), ISBN 9984-19-152-4
- «Замок солнца» (роман, Edita Gelsen, Германия, 2011)
- «Сказки старого города» (повести, Москва, 2014), ISBN 978-5-0039-051-1
- «Путешествие на карусели по невидимой стороне земли» (пьесы, Монреаль, 2015), ISBN 978-1-329-13109-5
- «Вы будете смеяться, но это – правда» (повести, рассказы, Германия, 2015), ISBN 978-3-945965-00-9
- «Время разбросанных камней» (стихи, Германия, 2017), ISBN 978-3-945965-76-4
- «Das Erwachen eines Waldriesen» (повесть, Германия, 2012), ISBN 978-3-86279-4768
- «Wie kann man ein Krokodil das Fliegen lehren?» (сказки, Германия, 2013), ISBN 978-3-86279-879-7

## Театральные постановки
- «Истории из чемодана» (театр «Люди на чемоданах», Рига, 2001)[1]
- «Дайте бабушке вечный покой»:
  - Театр драмы и муз. комедии им. Щепкина (Сумы, Украина, 2013)[2]
  - Deutsches Staatstheater Temeswar (Румыния, 2015)[3]
  - Театр «Светоч» (Орехово-Зуево, Россия, 2016)[4]
  - Spielraumtheater (Stur, Германия, 2018)[5]
- «Тим и команда морских попугаев» (Jugendtheater Goldelund, Германия, 2011)
- «Заколдованная царевна» (Сумы, Украина, 2016)[6]
- «Дымовичок, тётушка Сажа и опасный дух огня» (Theatergruppe Gammelby, Германия, 2011)[7]
- «Билет на персональный самолёт» (театр «Современник», Конаково, Россия, 2017)[8]
- «Сказка про мусорного короля» (Театр-студия «Люди Арт», Чехов, Россия, 2024)[9]

## Награды и достижения
- «Лучшая книга года» (Берлин)[10]
- Конкурс драматургов «Badenweiler» (Германия)[11]
- Конкурс «Время драмы» (Россия)[12]
- Конкурс «Литодрама» (Россия)[13]

## Критика
Ольга Петерсон отмечает юмор Казарновского: он обладает чуть грустным чувством юмора, присущим умудренному опытом человеку – "мудрецы не хохочут, они улыбаются". Ей вторит Уте Бёхм, отмечая, что Казарновский "заставляет детей смеяться, а родителей улыбаться".
Его книги вызывают дискомфорт заезженными темами, но Казарновскому удается находить новые интересные ходы, и придумывать парадоксальные ситуации.